# ملینی
ملینی (به چکی: Melini) یک روستا در قبرس است که در ناحیه لارناکا واقع شده‌است.

## خصوصیات
ملینی  ۵۹ نفر جمعیت دارد.